# Рукино (Вологодская область)
Рукино — село в Кирилловском районе Вологодской области.
Входит в состав Николоторжского сельского поселения, с точки зрения административно-территориального деления — в Николо-Торжский сельсовет.
Расстояние по автодороге до районного центра Кириллова — 40 км, до центра муниципального образования Никольского Торжка — 15 км. Ближайшие населённые пункты — Гребенево, Чищино, Кощеево, Власово.
По переписи 2002 года население — 120 человек (60 мужчин, 60 женщин). Преобладающая национальность — русские (92 %).

## В культуре
По сюжету, в селе Рукино родился главный герой повести Евгения Водолазкина «Лавр».